# Денна Варта (фільм)
Денна Варта (рос. Дневной Дозор) — художній фільм 2005 року, знятий Першим каналом за серією романів Сергія Лук'яненка. Продовження фільму «Нічна Варта».
Незадовго до виходу фільму вийшла четверта книга даного циклу «Остання Варта».

## Сюжет
Сюжет сильно відрізняється від роману «Денна Варта» і деякою мірою узгоджується з другою і третьою частинами книги «Нічна Варта».
Пролог оповідає про Крейду долі. Головний діючий персонаж прологу — Тамерлан, якому вдається переписати свою долю з допомогою цього артефакту — в першому варіанті долі він, проявивши милосердя до ворога, був смертельно поранений ним в спину.
Далі Світлий Інший Антон Городецький і Світлана (ще практикантка) їдуть в службовій вантажівці. Їм надходить виклик — напад Темного на людей. Антон перешкоджає затриманню Темного Іншого, оскільки впізнає в ньому свого сина Єгора. Шапка-маска Єгора як речовий доказ потрапляє до Світлих. Темні дуже стурбовані цим.
Тим часом старший Саушкін просить у Завулона дати відстрочку синові, оскільки Костя Саушкін не хоче вбивати людей і цілком обходиться донорською кров'ю. Завулон за це вимагає від нього якусь послугу (як потім виявляється — скомпрометувати Городецького).
Потім Городецький краде речові докази, ту саму шапку-маску зі сховища Світлих. Саме в цей же час відбувається вбивство. Докази вказують на нього. Антон і Ольга (Велика Світла) міняються тілами за наказом Гесера. Антон в тілі Ольги їде до Світлани додому. Відбувається сцена у Світлани у ванній: він зізнається в тому, що він не Ольга, і говорить їй про своє кохання.
Тим часом Темні ведуть свою гру. Коханка Завулона Аліса і Костя Саушкін закохуються один в одного.
Антон нарешті здобуває Крейду і дізнається, що з її допомогою можна змінювати тільки свою долю.
Кульмінацією фільму є день народження Єгора. Його зіткнення зі Світланою призводить до поновлення війни між Світлими і Темними. Завулон вбиває Костю, і Аліса марно намагається його оживити з допомогою Крейди. Москва в хаосі. Темна енергія знищує будинки, руйнують Останкінську телевежу. В критичний момент, коли Антон Городецький знаходиться на межі смерті (на нього падає великий уламок скла), з'являється Гесер, «заморожує» час і дає Антону Крейду Долі. Той пише на напівзруйнованій стіні колишнього будинку старої відьми, до якої приходив Антон на початку першого фільму, слово «ні», тим самим повертаючи момент, який став ключовим у його житті.
Відмовившись від послуг відьми, Антон, який залишився звичайною людиною, виходить із її будинку і зустрічає спочатку Семена, звичайного електрика, який ремонтує електролічильник, а потім Світлану, теж в ті часи звичайну жінку. Він знайомиться з нею, і вони йдуть разом під дощем, а вслід їм дивляться Гесер і Завулон, які мирно грають в доміно і обговорюють подальші варіанти долі Антона і Світлани.

## У ролях
- Костянтин Хабенський — Антон Городецький
- Марія Порошина — Світлана Назарова, Велика Інша
- Володимир Меньшов — Гесер, керівник Нічної варти
- Галина Тюніна — Ольга, цивільна дружина Гесера / Антон Городецький
- Віктор Вержбицький — Завулон, керівник Денної варти
- Жанна Фріске — Аліса Донникова, відьма, коханка Завулона
- Олексій Чадов — Костя Саушкін, вампір, сусід Антона Городецького
- Валерій Золотухін — Геннадій Саушкін
- Дмитро Мартинов — Єгор
- Микола Олялін — Інквізитор Максим
- Олексій Маклаков — Семен
- Ігор Ліфанов — Папуга (перевертень) / Антон Городецький
- Римма Маркова — Дар'я
- Георгій Дронов — Толик
- Гоша Куценко — Гнат
- Олександр Самойленко — Ілля (Ведмідь, маг-перевертень)
- Сергій Лук'яненко — маг Руслан
- Марія Миронова — мати Єгора
- Ігор Савочкін — Максим Іванович
- Нуржуман Іхтимбаєв — Зоар
- Ірина Яковлєва — Галина Рогова
- Ганна Слю — Тигреня
- Емір Байгазін — Тамерлан
- Олексій Огурцов — Начальник охорони готелю «Космос»
- Валентина Березуцька —  старенька біля метро «ВДНХ»